# Rudolf Hansen (atlet)
 Der er flere personer med dette navn, se Rudolf Hansen.
Rudolf Carl Hansen (30. marts 1889 i Næstved – 12. oktober 1929 i København) var en dansk atlet som var medlem af AIK 95 i København. Han nåede karrierens højdepunkt da han deltog i marathonløbet på OL 1920, hvor han blev nummer otte på 2,41,40. 

## Personlig rekord
- Maraton: 2.41.40 (1920)